# Подлесе (Дзержоньовський повіт)
Подлесе (пол. Podlesie, нім. Kunsdorf) — село в Польщі, у гміні Немча Дзержоньовського повіту Нижньосілезького воєводства.
Населення — 148 осіб (2011).
У 1975-1998 роках село належало до Валбжиського воєводства.

## Демографія
Демографічна структура станом на 31 березня 2011 року:
|          | Загалом | Допрацездатний вік | Працездатний вік | Постпрацездатний вік |
| -------- | ------- | ------------------ | ---------------- | -------------------- |
| Чоловіки | 73      | 9                  | 54               | 10                   |
| Жінки    | 75      | 17                 | 42               | 16                   |
| Разом    | 148     | 26                 | 96               | 26                   |